# Cor Estatal de Kaunas
El Cor Estatal de Kaunas és un cor professional amb seu en Kaunas, Lituània, fundat a l'octubre de 1969 pel professor de l'Acadèmia Lituana de Música i Teatre Petras Bingelis. El cor és conegut per la seva col·laboració amb el violinista i director d'orquestra Yehudi Menuhin. També ha realitzat gires internacionals amb produccions d'El Messies de Georg Friedrich Händel.

## Discografia
- Beethoven, Simfonia Nº 9 Coral
- Lithuania My Dear, National i música sacra de compositors lituans
- Carl Orff, Carmina Burana
- Schubert, Missa N º 4 en Do major, Missa N º5 en La bemoll major
- Handel, El Messies
- Haydn, Die Schöpfung/La Creació